# Zhǎnmǎ dāo
Lo zhǎnmǎ dāo (斬馬刀 in caratteri cinesi tradizionali, zhǎn mǎ dāo in Pinyin, letteralmente "scimitarra taglia-cavallo") era una spada a due mani in uso alle truppe di fanteria cinesi durante il regno della Dinastia Song (960-1279).

## Storia
Creatore della zhǎnmǎ dāo sarebbe stato, secondo il manuale bellico dell'XI secolo Wujing Zongyao, l'imperatore Cheng Di (51 a.C.–7 a.C.). I dati storici in nostro possesso non possono però confermare un utilizzo diffuso di quest'arma prima del regno della Dinastia Song (960-1279), quando entrò in dotazione alle forze di fanteria per contrastare le cariche della cavalleria nel più generale contesto dell'aumentato numero di attacchi e scorrerie da parte di mongoli e tatari ai danni dell'impero.

## Costruzione
Seppur il nome dello zhǎnmǎ dāo richiami la scimitarra tradizionale sino-mongola (il dao), i pochi esemplari superstiti di quest'arma presentano una notevole similitudine con particolari modelli di spada giapponese: nodachi e nagamaki.
La similitudine estetica tra lo zhǎnmǎ dāo e le spade in uso ai bushi giapponesi costituisce la più interessante caratteristica di quest'arma. Nei secoli successivi, soprattutto al tempo della Dinastia Ming (1368-1644), gli armaioli cinesi presero a prestito modelli giapponesi, sostanzialmente il nodachi ed il katana, per sviluppare diverse forme di spada: chang dao, miao dao e wodao. Lo zhǎnmǎ dāo può quindi essere inquadrato come uno dei primi significativi esempi di contaminazione tecnologico-culturale cino-nipponica, in cui il centro di promanazione non era più il Celeste Impero, bensì il Giappone.

### Fonti
- Ceng Gongliang, Dīng Dù, Yáng Wéidé, Wujing Zongyao, XI secolo.

### Studi
- Jwing-ming, Yang (2000), Le antiche armi cinesi, Calzetti Mariucci editori, Perugia, ISBN 88-86533-67-5.
- Mingda, Ma, Shuo jian cong gao [说剑丛稿], 2000. ISBN 7-311-01632-0.
- Ping, Duan (2007) [et al.], Wushu Cidian [武术词典], Renmin Tiyu Chubanshe, ISBN 978-7-5009-3001-3.